# لوئیز فرناندو مارتینز
لوئیز فرناندو مارتینز (به پرتغالی: Luís Fernando Lojudice Martinez) هافبک اهل برزیل است که در شهر Magda و در تاریخ ۲۱ آوریل ۱۹۸۰ به دنیا آمده‌است.
لوئیز فرناندو مارتینز در تیم‌های فوتبال Guarani سابقهٔ حضور دارد.